# Radovan Kouřil
Radovan Kouřil (Ostrava, 8 aprile 1995) è un cestista ceco.

## Palmarès
- Coppa della Repubblica Ceca: 1

Prostějov: 2015
- Campionato ceco: 1

Opava: 2022-2023